# Dicamptus banqui
Dicamptus banqui är en stekelart som beskrevs av Delobel 1976. Dicamptus banqui ingår i släktet Dicamptus och familjen brokparasitsteklar. Inga underarter finns listade i Catalogue of Life.